# Hiéroglyphe égyptien S33
Pour l’article homonyme, voir Sandale.
La sandale, en hiéroglyphes égyptiens, est classifiée dans la section S « Couronnes, vêtements, sceptres, etc. » de la liste de Gardiner ; cet hiéroglyphe y est noté S33.

## Représentation
Il représente une sandale. Il est translittéré ṯbw ou ṯbw.t.

## Utilisation
| S33 | / | T | b | w | t | S33 |

| S33 | / | T | b | w | t | S33 |

| S33 | W | A1 |

| S33 | W | A1 |

C'est un déterminatif des sandales, de la plante du pied et actions associées. 